# Sainte-Eulalie-en-Royans
Pour les articles homonymes, voir Sainte-Eulalie.
Sainte-Eulalie-en-Royans est une commune française située dans le département de la Drôme en région Auvergne-Rhône-Alpes.

## Géographie

### Localisation

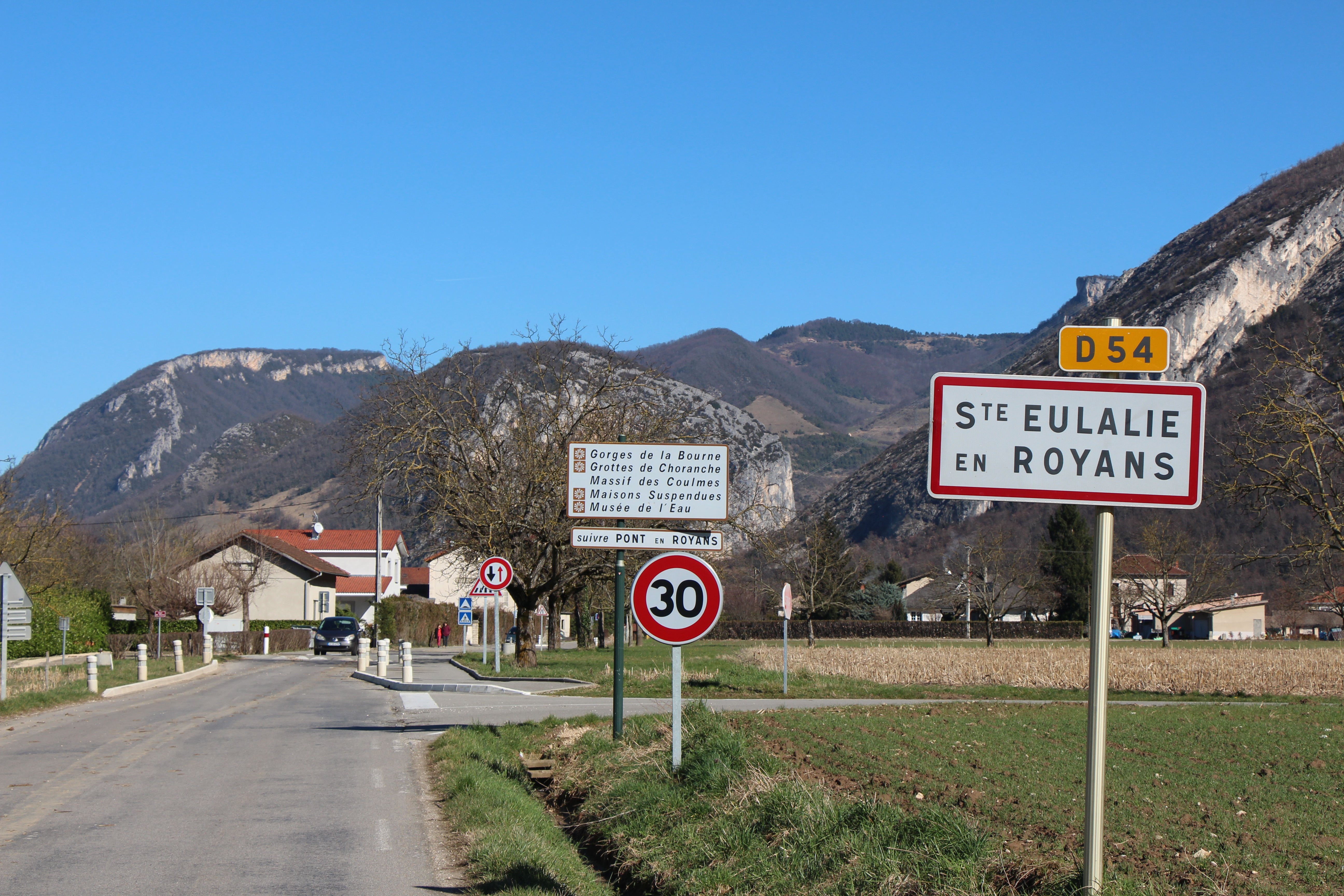
L'entrée du village, venant de Saint-Laurent.

Sainte-Eulalie-en-Royans est située à 7 km au nord-est de Saint-Jean-en-Royans (ancien chef-lieu de canton) et à 34 km à l'est de Romans-sur-Isère.

### Relief et géologie
Sites particuliers :
- La « reculée des Grands Goulets » est un site géologique remarquable de 1 645,95 hectares, parcouru par la Vernaison, qui se trouve sur les communes de Châtelus (au lieu-dit Grands Goulets), La Chapelle-en-Vercors, Échevis, Sainte-Eulalie-en-Royans, Saint-Julien-en-Vercors, Saint-Laurent-en-Royans, Saint-Martin-en-Vercors et Pont-en-Royans.

En 2014, elle a été classée à l'« Inventaire du patrimoine géologique ».

### Hydrographie

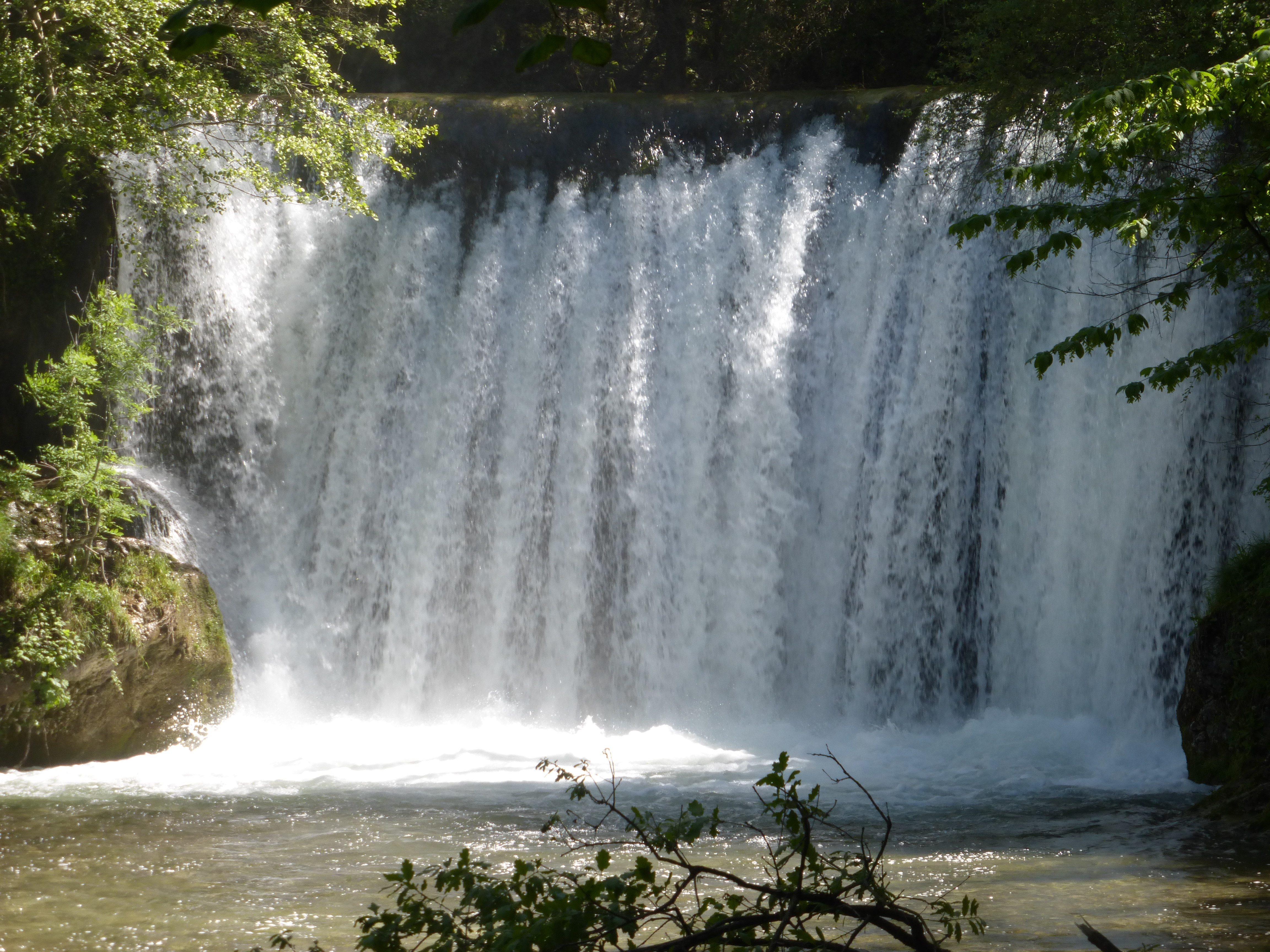
Sainte-Eulalie-en-Royans, la cascade blanche.

La commune de Sainte-Eulalie-en-Royans est arrosée par la Vernaison, affluent de la Bourne. Elle forme, au nord, une limite naturelle avec les communes de Châtelus et Pont-en-Royans.
La Cascade blanche, cascade remarquable, est située non loin du village.

### Climat
Pour des articles plus généraux, voir Climat d'Auvergne-Rhône-Alpes et Climat de la Drôme.
En 2010, le climat de la commune est de type climat océanique altéré, selon une étude du Centre national de la recherche scientifique s'appuyant sur une série de données couvrant la période 1971-2000. En 2020, Météo-France publie une typologie des climats de la France métropolitaine dans laquelle la commune est exposée à un climat de montagne ou de marges de montagne et est dans la région climatique  Alpes du nord, caractérisée par une pluviométrie annuelle de 1 200 à 1 500 mm, irrégulièrement répartie en été. 
Pour la période 1971-2000, la température annuelle moyenne est de 12,1 °C, avec une amplitude thermique annuelle de 17,9 °C. Le cumul annuel moyen de précipitations est de 1 076 mm, avec 9,1 jours de précipitations en janvier et 6,5 jours en juillet. Pour la période 1991-2020, la température moyenne annuelle observée sur la station météorologique de Météo-France la plus proche, « Saint-Jean-en-Royans », sur la commune de Saint-Jean-en-Royans à 5 km à vol d'oiseau, est de 12,3 °C et le cumul annuel moyen de précipitations est de 1 136,1 mm,. Pour l'avenir, les paramètres climatiques de la commune estimés pour 2050 selon différents scénarios d'émission de gaz à effet de serre sont consultables sur un site dédié publié par Météo-France en novembre 2022.

### Voies de communication et transports
La réalisation du tunnel du Grand Goulet, inauguré en 2008, fait du village l'un des accès au massif du Vercors[réf. nécessaire].

## Urbanisme

### Typologie
Au 1er janvier 2024, Sainte-Eulalie-en-Royans est catégorisée commune rurale à habitat dispersé, selon la nouvelle grille communale de densité à 7 niveaux définie par l'Insee en 2022.
Elle est située hors unité urbaine et hors attraction des villes,.

### Occupation des sols
L'occupation des sols de la commune, telle qu'elle ressort de la base de données européenne d’occupation biophysique des sols Corine Land Cover (CLC), est marquée par l'importance des territoires agricoles (53,4 % en 2018), en diminution par rapport à 1990 (58,6 %). La répartition détaillée en 2018 est la suivante : 
forêts (40,3 %), zones agricoles hétérogènes (29 %), terres arables (20,6 %), zones urbanisées (5,4 %), prairies (3,8 %), espaces ouverts, sans ou avec peu de végétation (0,8 %). L'évolution de l’occupation des sols de la commune et de ses infrastructures peut être observée sur les différentes représentations cartographiques du territoire : la carte de Cassini (XVIIIe siècle), la carte d'état-major (1820-1866) et les cartes ou photos aériennes de l'IGN pour la période actuelle (1950 à aujourd'hui).

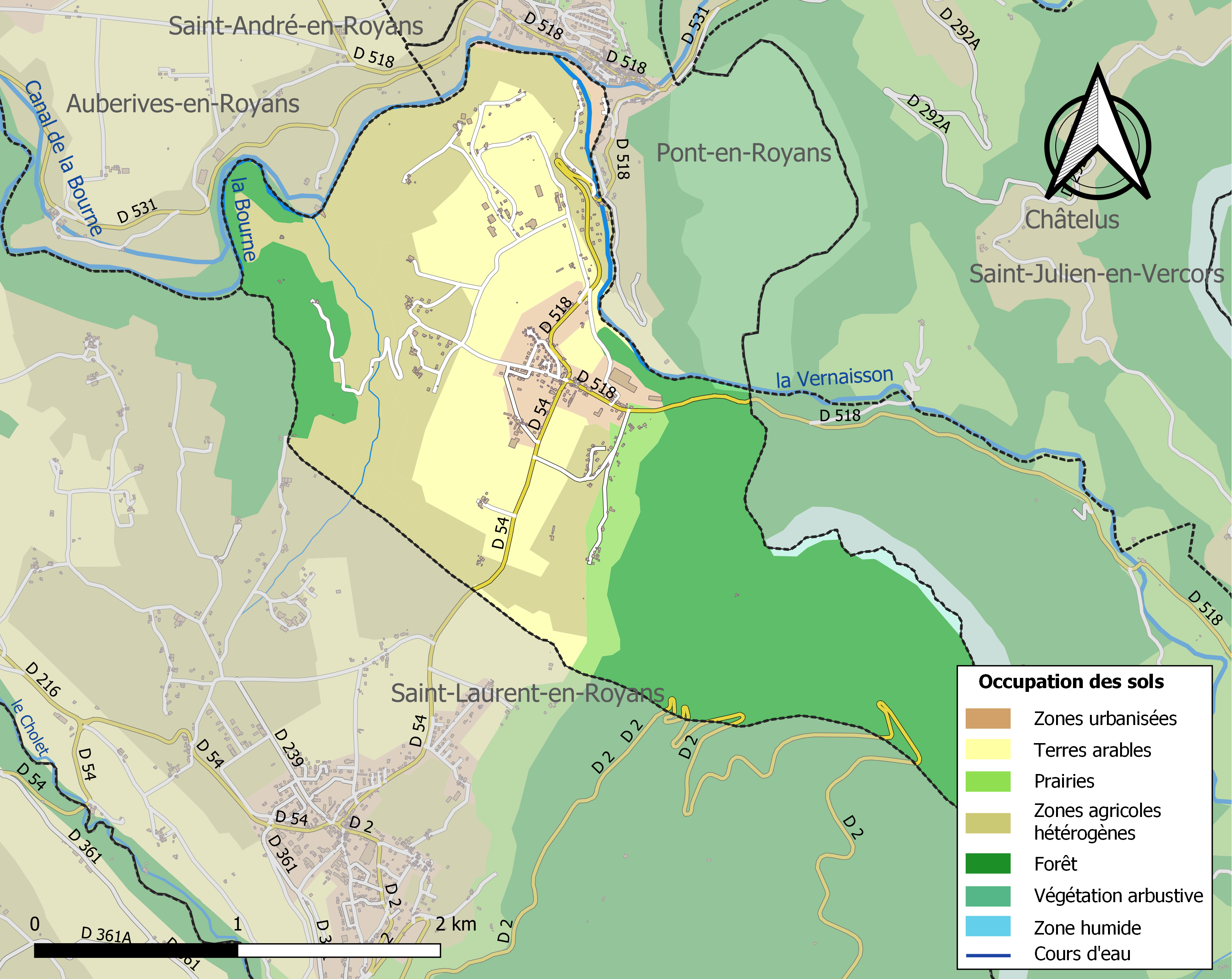
Carte des infrastructures et de l'occupation des sols de la commune en 2018 (CLC).

### Morphologie urbaine
Petit village de plateau.

## Toponymie

### Attestations
Dictionnaire topographique du département de la Drôme :
- 1086 : mention de la paroisse : ecclesia Sancte Eulalie in episcopatu Diensi (cartulaire de Romans, 161).
- XIVe siècle : mention de la paroisse : capella Sancte Eulalie (pouillé de Die).
- 1356 : mention de la paroisse : parrochia Sancte Heulhaillye (archives de la Drôme, fonds de Sainte-Croix).
- 1450 : mention de la paroisse : cura de Sancta Heauleria (Rev. de l'évêché de Die).
- 1456 : Saincte Eulalie en Royans (archives de la Drôme, E 2301).
- 1463 : Sanctus Hilarius in Royano et Sanctus Heularius (archives de la Drôme, fonds de Sainte-Croix).
- 1463 : mention de la paroisse : parrochia Sancti Hilarii in Royano et parrochia Sancti Hilarii Dyensis diocesis (archives de la Drôme, fonds de Sainte-Croix).
- 1484 : Sancta Eularia (archives de la Drôme, E 2126).
- 1511 : Sainct Hylaire (archives de la Drôme, fonds de Sainte-Croix).
- 1566 : Sainct Yllaire (archives de la Drôme, fonds de Sainte-Croix).
- 1576 : Saincte Heulalie (rôle de décimes).
- 1606 : Sainte Hullalie au mandement du Pont en Royans (archives de la Drôme, fonds de Sainte-Croix).
- 1680 : Saint Hylaire (archives de la Drôme, fonds de Sainte-Croix).
- 1693 : Saint Ylaire et Sainte Ulalie (archives de la Drôme, fonds de Sainte-Croix).
- 1705 : Sainte Hulalie et Saint Hilaire (dénombrement du royaume).
- 1775 : Sainte Ulalie (Aff. du Dauphiné).
- 1777 : la communauté de Sainte Eullalie et Saint Hillaire (archives de la Drôme, fonds de Sainte-Croix).
- 1788 : Sainte Hulalie en Royans (Alman. du Dauphiné).
- 1789 : Saint Hylaire (instruct. pour les communautés).
- 1793 : Combe fores [appellation révolutionnaire].
- 1891 : Sainte-Eulalie, commune du canton de Saint-Jean-en-Royans.

Le 9 janvier 1965 : la commune prend le nom de Sainte-Eulalie-en-Royans.

### Étymologie
La commune porte le nom d'une jeune Espagnole qui fut martyrisée sous Dioclétien (303-305) pour n'avoir pas voulu renier sa foi chrétienne.

Cette dernière est chantée par la Cantilène de Sainte Eulalie, composée vers 880, un des plus anciens textes conservés en langue romane. Il y a en France méridionale dix autres communes de ce nom[réf. nécessaire].

## Histoire

### Protohistoire
Le territoire de la commune fait partie de la tribu gauloise des Voconces.

### Antiquité: les Gallo-romains
Présence romaine.

### Du Moyen Âge à la Révolution
La seigneurie :
- XIIIe siècle : possession des dauphins du Viennois, puis des évêques de Die[14].
- Au point de vue féodal, la terre dépendit toujours de celle de Pont-en-Royans.

Démographie :
- 1688 : 55 familles.
- 1706 : 243 habitants.
- 1789 : 81 chefs de famille.

Avant 1790, Sainte-Eulalie était une communauté de l'élection et subdélégation de Valence et du bailliage de Saint-Marcellin.

Elle formait une paroisse du diocèse de Die dont les dîmes appartenaient premièrement au chapitre de Romans et dès le XIVe siècle au prieur de Pont-en-Royans qui présentait à la cure.

### De la Révolution à nos jours

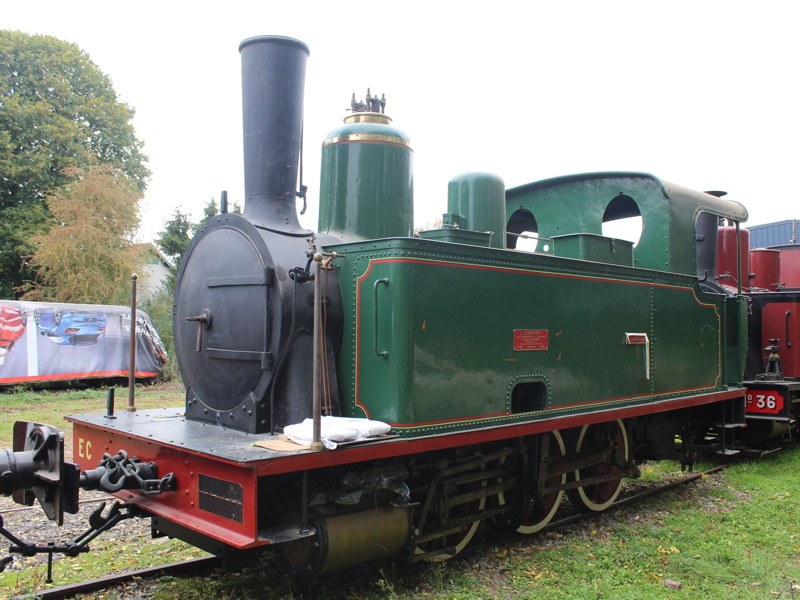
La locomotive n°14 des chemins de fer départementaux de la Drôme.

En 1790, la commune fait partie du canton de Saint-Jean-en-Royans.
De 1901 à 1931, le village est desservi par la ligne de chemin de fer secondaire des chemins de fer départementaux de la Drôme reliant Bourg-de-Péage à Sainte-Eulalie. La commune disposait alors de deux gares, celle du bourg, mise en service dès 1901 et celle du terminus situé au pont des Foulons (en limite de Pont-en-Royans – Isère), ouverte en 1904.
L'histoire de la commune est marquée par un passé industriel. On comptait 350 emplois dans les années 1970 à 1990.

## Politique et administration

### Liste des maires
| Période                                  | Période  | Identité                             | Étiquette | Qualité |
| ---------------------------------------- | -------- | ------------------------------------ | --------- | --- |
| Les données manquantes sont à compléter. |          |                                      |           | |
| 1871                                     |          | ?                                    |           | |
| 1874                                     |          | ?                                    |           | |
| 1878                                     |          | ?                                    |           | |
| 1884                                     |          | ?                                    |           | |
| 1888                                     |          | ?                                    |           | |
| 1892                                     |          | ?                                    |           | |
| 1896                                     |          | ?                                    |           | |
| 1900                                     |          | ?                                    |           | |
| 1904                                     |          | ?                                    |           | |
| 1908                                     |          | ?                                    |           | |
| 1912                                     |          | ?                                    |           | |
| 1919                                     |          | ?                                    |           | |
| 1925                                     |          | ?                                    |           | |
| 1929                                     |          | ?                                    |           | |
| 1935                                     |          | ?                                    |           | |
| 1945                                     |          | ?                                    |           | |
| 1947                                     |          | ?                                    |           | |
| 1953                                     |          | ?                                    |           | |
| 1959                                     |          | ?                                    |           | |
| 1965                                     |          | ?                                    |           | |
| 1971                                     |          | ?                                    |           | |
| 1977                                     |          | ?                                    |           | |
| 1983                                     |          | ?                                    |           | |
| 1989                                     |          | ?                                    |           | |
| 1995                                     |          | ?                                    |           | |
| 2001                                     | 2008     | Jean-Marc Estassy                    |           | |
| 2008                                     | 2014     | Jean-Marc Estassy                    |           | maire sortant |
| 2014                                     | 2020     | Alain Revol                          |           | retraité président de la CC Le Pays du Royans (2014 à 2016) vice-président de la CC du Royans-Vercors (depuis 2017) |
| 2020                                     | En cours | Olivier Testoud[source insuffisante] |           | |

### Rattachements administratifs et électoraux
La commune faisait partie depuis 1801 du canton de Saint-Jean-en-Royans. Dans le cadre du redécoupage cantonal de 2014 en France, la commune a intégré le canton de Vercors-Monts du Matin.

Elle se trouve depuis 1926 dans l'arrondissement de Valence du département de la Drôme.

Pour l'élection des députés, elle fait partie depuis 1988 de la troisième circonscription de la Drôme.

#### Intercommunalité
La commune était membre de la communauté de communes Le Pays du Royans créée en 1997. Le 1er janvier 2017, cette intercommunalité a fusionné avec sa voisine pour former la communauté de communes du Royans-Vercors.

## Population et société

### Démographie
L'évolution du nombre d'habitants est connue à travers les recensements de la population effectués dans la commune depuis 1793. Pour les communes de moins de 10 000 habitants, une enquête de recensement portant sur toute la population est réalisée tous les cinq ans, les populations de référence des années intermédiaires étant quant à elles estimées par interpolation ou extrapolation. Pour la commune, le premier recensement exhaustif entrant dans le cadre du nouveau dispositif a été réalisé en 2005.

En 2022, la commune comptait 542 habitants, en évolution de +0,37 % par rapport à 2016 (Drôme : +2,64 %, France hors Mayotte : +2,11 %).
| 1793 | 1800 | 1806 | 1821 | 1831 | 1836 | 1841 | 1846 | 1851 |
| ---- | ---- | ---- | ---- | ---- | ---- | ---- | ---- | ---- |
| 253  | 244  | 264  | 348  | 385  | 322  | 300  | 334  | 327  |

| 1856 | 1861 | 1866 | 1872 | 1876 | 1881 | 1886 | 1891 | 1896 |
| ---- | ---- | ---- | ---- | ---- | ---- | ---- | ---- | ---- |
| 318  | 340  | 315  | 298  | 328  | 309  | 309  | 300  | 301  |

| 1901 | 1906 | 1911 | 1921 | 1926 | 1931 | 1936 | 1946 | 1954 |
| ---- | ---- | ---- | ---- | ---- | ---- | ---- | ---- | ---- |
| 287  | 266  | 262  | 268  | 267  | 249  | 272  | 283  | 298  |

| 1962 | 1968 | 1975 | 1982 | 1990 | 1999 | 2005 | 2006 | 2010 |
| ---- | ---- | ---- | ---- | ---- | ---- | ---- | ---- | ---- |
| 324  | 282  | 360  | 386  | 402  | 507  | 501  | 501  | 549  |

| 2015 | 2020 | 2022 | - | - | - | - | - | - |
| ---- | ---- | ---- | - | - | - | - | - | - |
| 548  | 549  | 542  | - | - | - | - | - | - |

### Enseignement

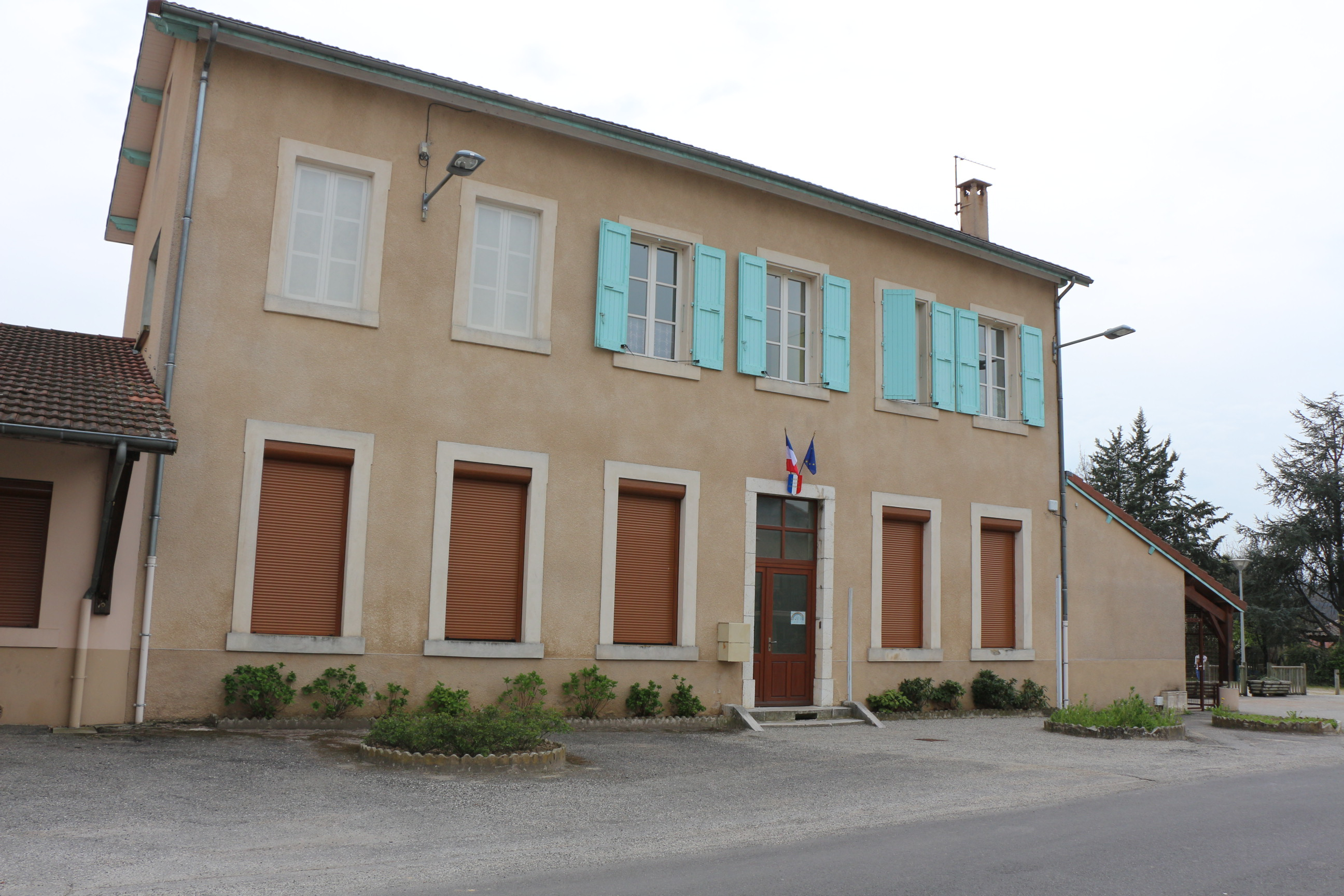
Sainte-Eulalie-en-Royans, l'école.

Sainte-Eulalie-en-Royans dépend de l'académie de Grenoble.
Les élèves commencent leur scolarité à l'école primaire de la commune, qui accueille 40 écoliers[Quand ?].

### Manifestations culturelles et festivités
- Vogue : le deuxième dimanche de février[14].
- Fête de la cascade en été[14].

### Loisirs
- Pêche[14].
- Randonnées (passage du GR9)[14].

### Médias

#### Presse écrite
Le quotidien régional historique des Alpes tirant à grand tirage est Le Dauphiné libéré. Celui-ci consacre, chaque jour, y compris le dimanche, dans son édition locale, un ou plusieurs articles à l'actualité du village, ainsi que des informations sur les éventuelles manifestations locales, les travaux routiers, et autres événements divers à caractère local au niveau de la commune de Saint-Martin-en-Vercors.
Il existe aussi d'autres journaux, comme les hebdomadaires L'Agriculture Drômoise et  Drôme Hebdo (anciennement Peuple libre).

#### Presse audiovisuelle
Ici Drôme Ardèche est une radio publique diffusée sur tout le territoire du département de la Drome.

## Économie

### Agriculture
En 1992 : noyers, pâturages (bovins).
- Produits locaux : fromages, ravioles du Royans[14].

L'activité économique du village est centrée sur l'agriculture, avec la culture du tabac, de la noix, du maïs, ainsi que de la production laitière.

### Commerce et artisanat
- Un bar associatif[2].
- Plusieurs artisans[2].

### Tourisme
La commune propose des chambres d'hôtes et des gîtes.

## Culture locale et patrimoine

### Lieux et monuments
- Maisons anciennes[14].
- Lavoir[14].
- Église Sainte-Eulalie de Sainte-Eulalie-en-Royans du XIXe siècle[14].

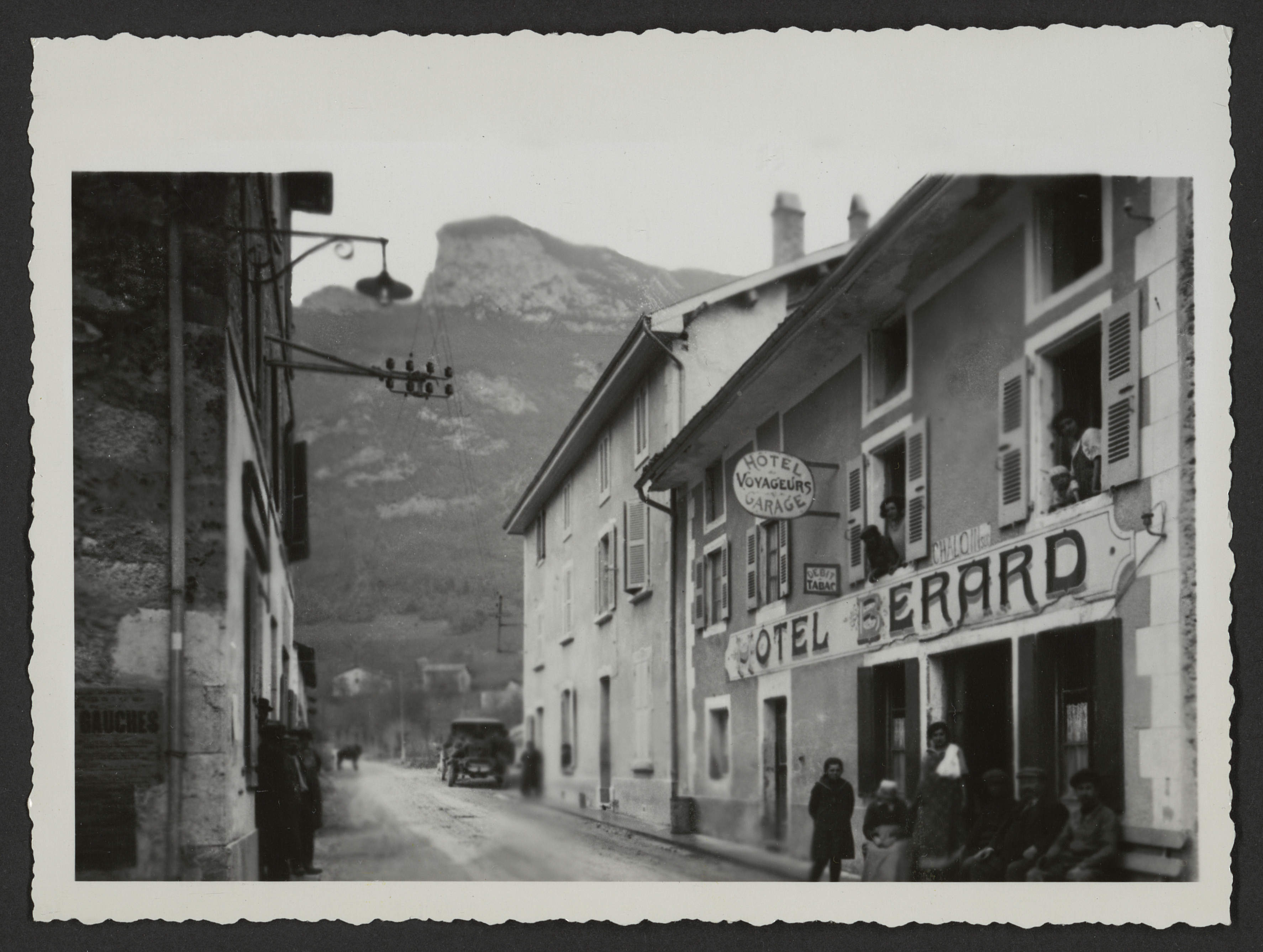
Carte postale de la commune, datant peut-être de l'Après-Guerre.
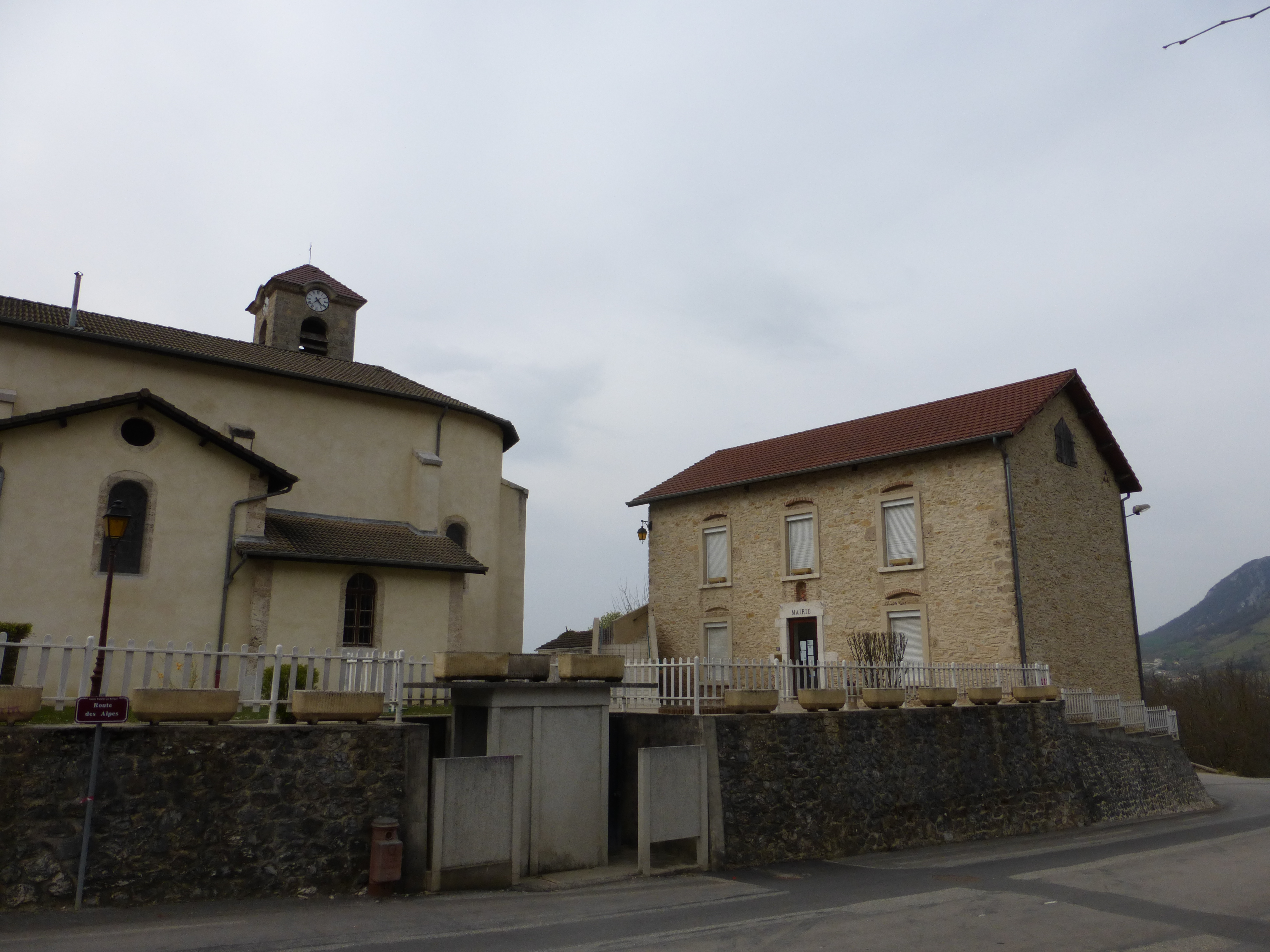
Mairie et église.
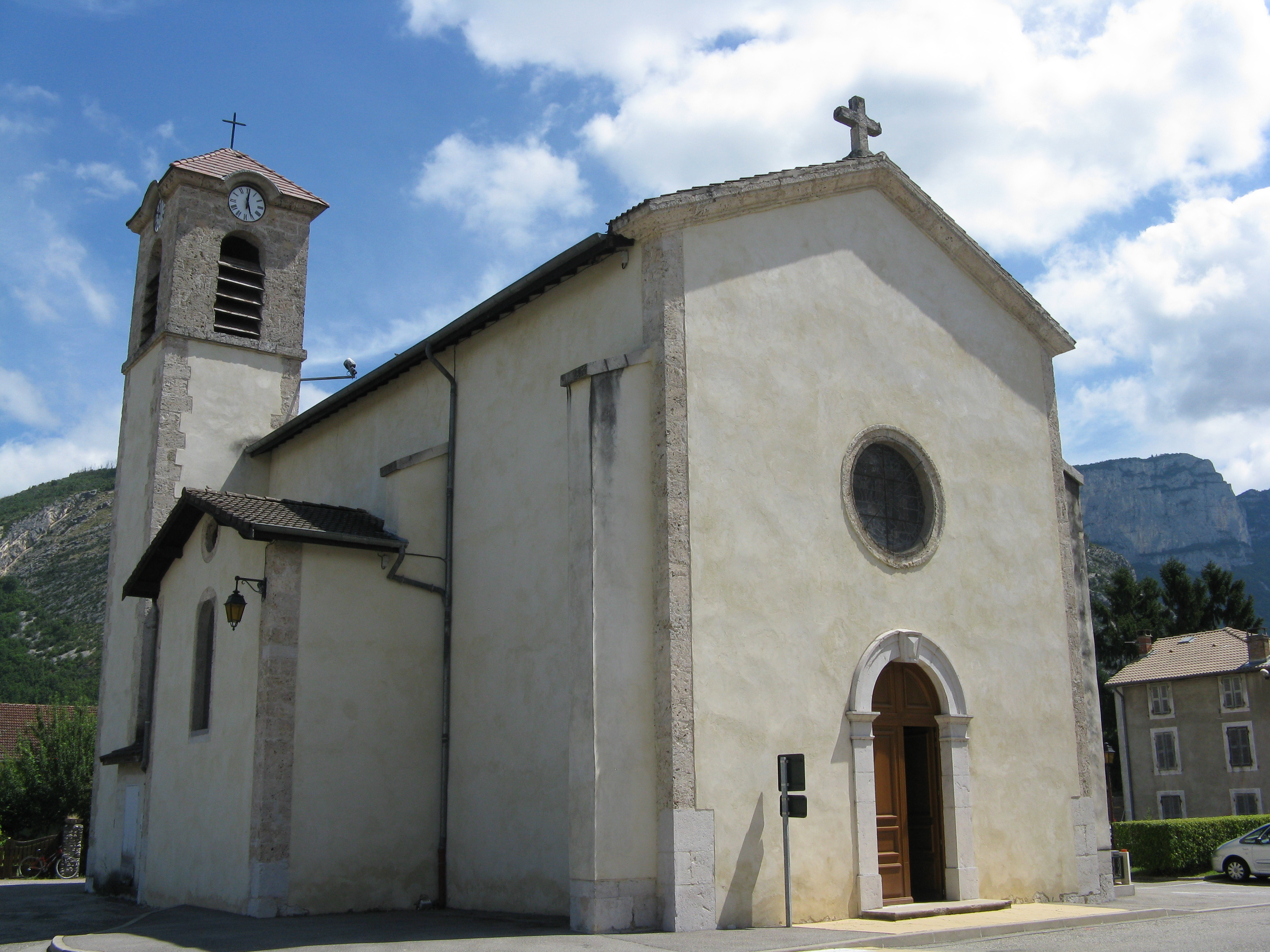
Église de Sainte-Eulalie-en-Royans.
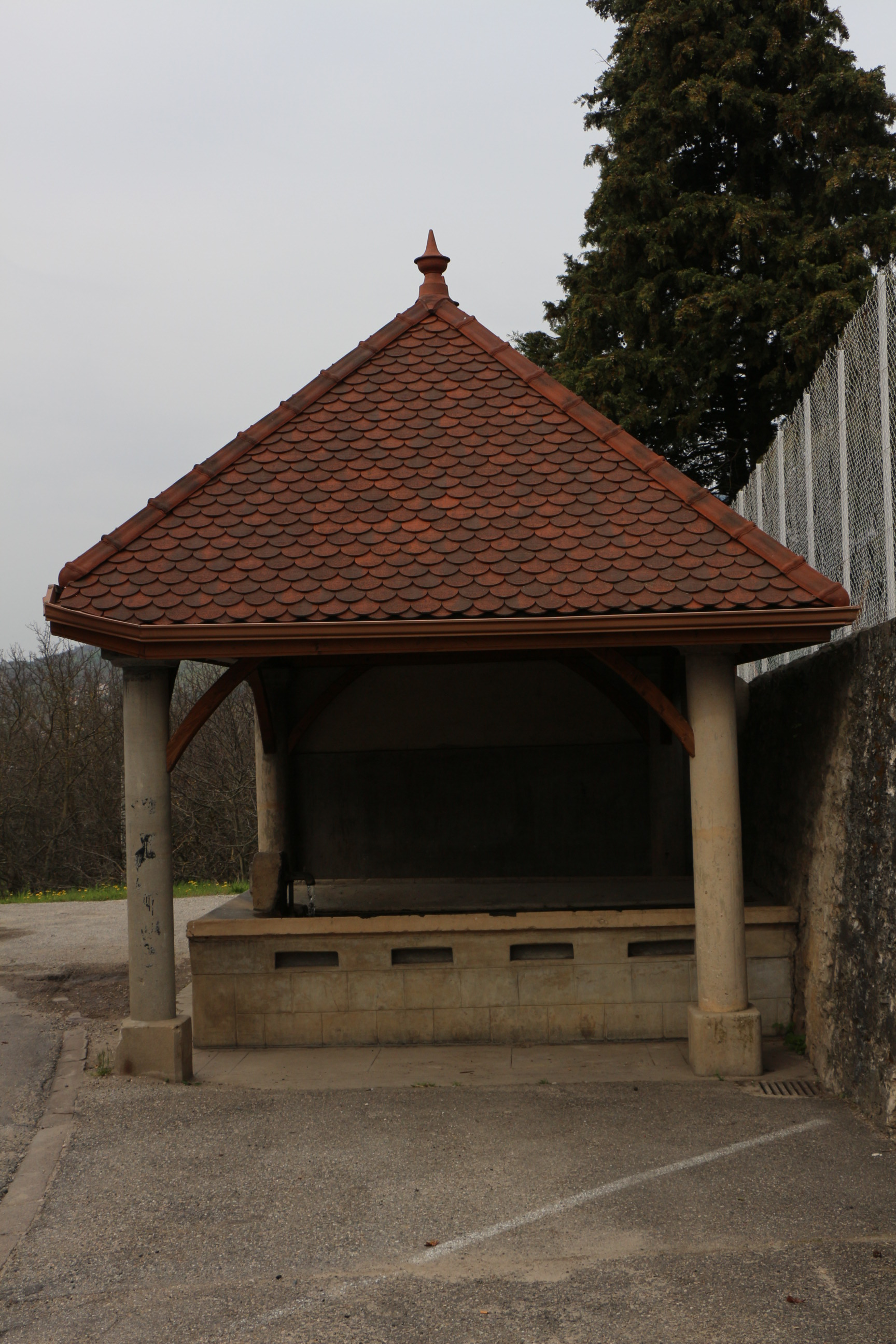
Le lavoir.
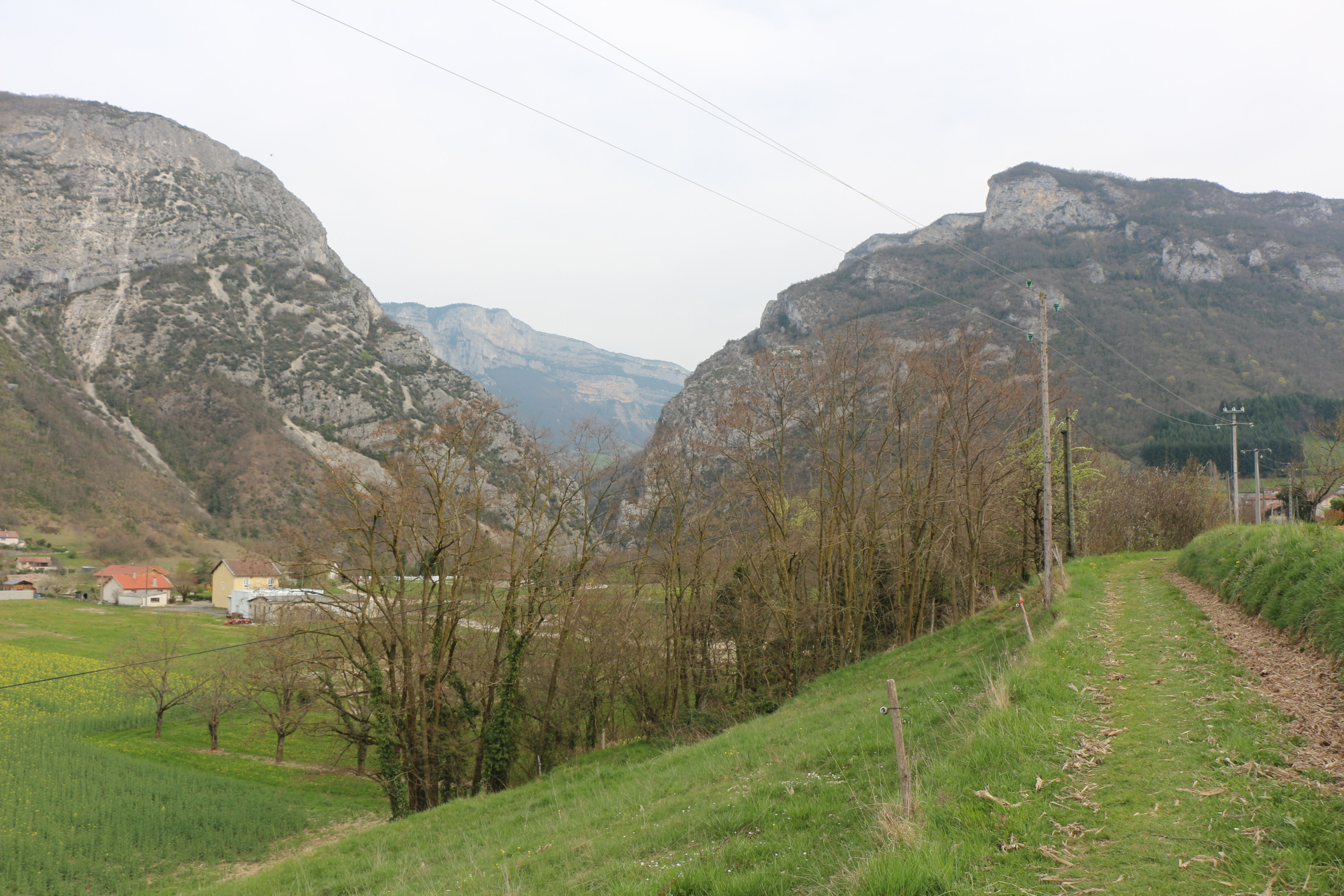
Vue sur les Petits Goulets.
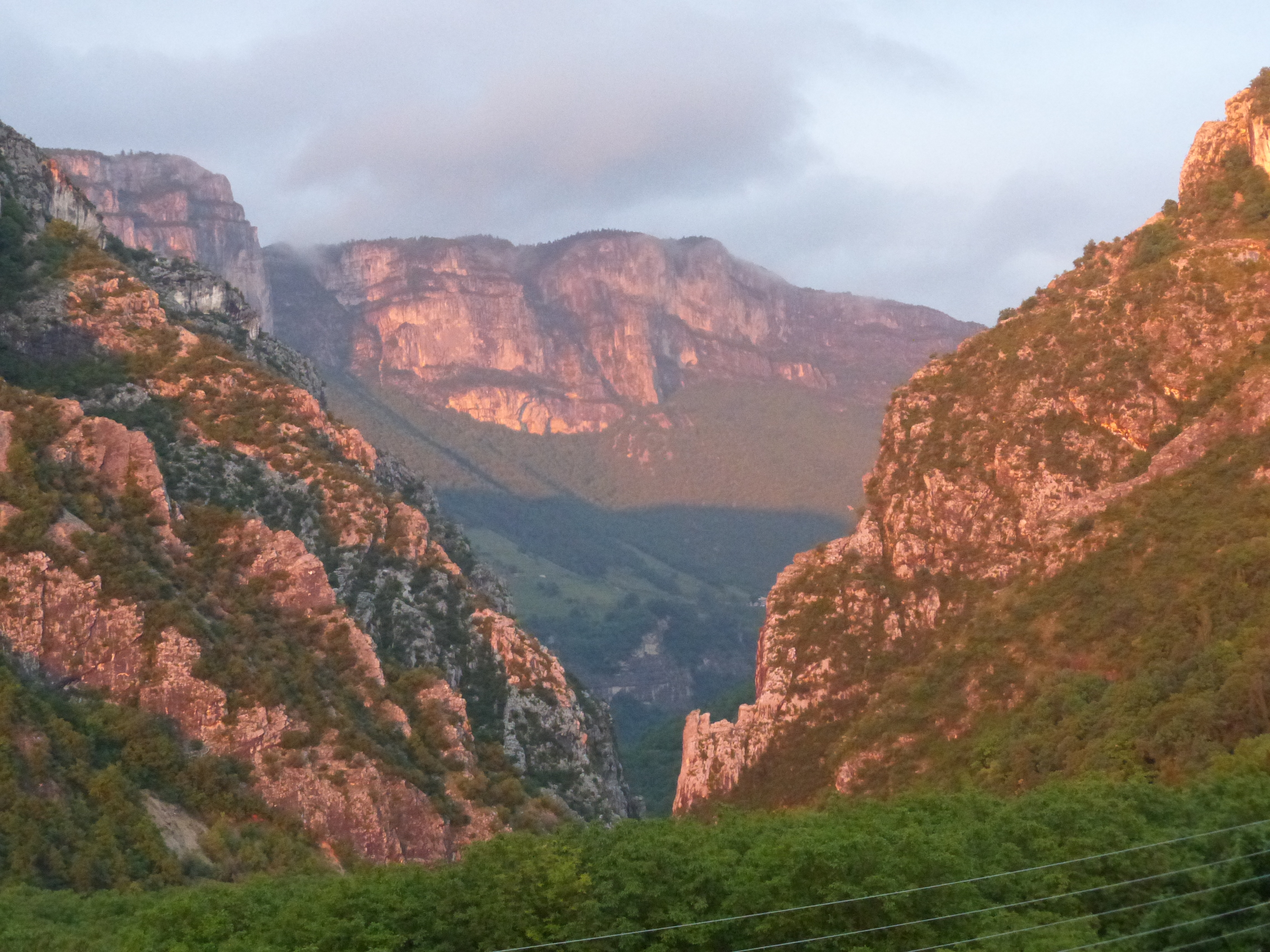
Coucher de soleil sur les Petits Goulets.

### Patrimoine culturel
- Artisanat d'art[14].

### Patrimoine naturel
- La cascade blanche, cascade remarquable, est située non loin du village.

La commune fait partie du parc naturel régional du Vercors.

### Héraldique, logotype et devise
|  | Sainte-Eulalie-en-Royans possède des armoiries dont l'origine et le blasonnement exact ne sont pas disponibles. |